# Lipotriches butteli
Lipotriches butteli là một loài Hymenoptera trong họ Halictidae. Loài này được Friese mô tả khoa học năm 1913.